# Era de Pisces
A Era de Pisces (Peixes) é o período de tempo durante o qual o equinócio vernal ocorre na constelação Pisces.
A Era de Pisces é a era astrológica actual, iniciada a 498 d.C., e que permanecerá até cerca de 2600 d.C. prevendo-se a entrada para essa altura na Era de Aquarius (Aquário).